# Echeverría del Palo
Echeverría del Palo es un barrio perteneciente al distrito Este de la ciudad andaluza de Málaga, España. Según la delimitación oficial del ayuntamiento, limita al norte y al este con el barrio de El Palo; al sur, con el barrio de Playas del Palo; y al oeste, con el barrio de Las Acacias, del que lo separa el arroyo Jaboneros.

## Transporte
En autobús está conectado al resto de la ciudad mediante las siguientes líneas de la EMT: 
| Línea | Trayecto                                    | Recorrido | Frecuencia |
| ----- | ------------------------------------------- | --------- | ---------- |
| 3     | Puerta Blanca - Alameda Principal - El Palo | Recorrido | 8 minutos  |
| 11    | Universidad - Alameda Principal - El Palo   | Recorrido | 8 minutos  |
| 29    | Jarazmín - El Palo                          | Recorrido | 60 minutos |
| N1    | Puerta Blanca - El Palo                     | Recorrido | 25 minutos |